# Elvira Dyangani Ose
Elvira Dyangani Ose (Córdoba, 1974) es una comisaria de arte española, que en julio de 2021 se convirtió en la primera mujer en dirigir el Museo de Arte Contemporáneo de Barcelona.

## Biografía
Elvira Dyangani Ose nació en la ciudad española de Córdoba en 1974. Es hija de una familia proveniente de Guinea Ecuatorial. Se licenció en Historia del Arte por la Universidad Autónoma de Barcelona y complementó sus estudios con un Diploma de Estudios Avanzados en Arquitectura, Historia y Teoría de la Arquitectura en la Universidad Politécnica de Cataluña. Además cursó un máster en Historia del Arte y Cultura Visual, con una Beca Sage, en la Universidad Cornell de Nueva York y fue estudiante de doctorado en el Departamento de Historia del Arte y Estudios Visuales de dicha universidad.

## Trayectoria
Elvira Dyangani Ose ha desarrollado su actividad profesional en el campo del arte contemporáneo, entre los años 2004 y 2006 fue conservadora de Arte Contemporáneo del Centro Atlántico de Arte Moderno (CAAM) de Las Palmas de Gran Canaria, donde organizó la exposición Olvida Quien Soy / Erase Me From Who I Am, un proyecto centrado en los problemas de la representatividad con obras de Nicholas Hlobo, Zanele Muholi y Moshekwa Langa, entre otros.
Entre 2006 y 2008 trabajó en el Centro Andaluz de Arte Contemporáneo (CAAC), donde coordinó exposiciones de Alfredo Jaar, Lara Almárcegui y Ábalos & Herreros. Durante el mismo período coordinó el proyecto interdisciplinar Attempt to Exhaust an African Place en el
Centre d’Art Santa Mònica. Entre sus exposiciones y proyectos posteriores se encuentran Arte Invisible o Carrie Mae Weems: Social Studies (2010), así como ser la conservadora invitada a la Triennial SUR-Salon Urbain de Douala, en Camerún.
El 2011 se unió como conservadora de Arte Internacional a la Tate Modern de Londres, colaborando estrechamente con el departamento de adquisiciones para desarrollar una política del museo en relación con la diáspora africana. Esta posición contó con el apoyo del Guaranty Trust Bank de Nigeria.
Entre 2012 y 2014 fue responsable del proyecto Across the Board, una propuesta interdisciplinar entre Londres, Acra, Douala y Lagos, y participó en la coordinación de la exposición de 2013 Ibrahim al Salahi: A Visionary Modernist. En 2013 fue la directora artística de los Rencontres Picha. Guaranty Trust Bank of Nigeria de la Bienal de Lubumbashi, en la República Democrática del Congo. También ha sido comisaria de la Bienal Internacional de Arte de Gotemburgo.
Entre 2018 y 2021 fue directora y conservadora jefe de The Showroom en Londres, además de profesora de Culturas Visuales en el Goldsmiths, Universidad de Londres, desde 2014, y miembro del Consejo del Thought Council de la Fondazione Prada.
En 2019 formó parte del jurado del Premio Turner, junto a Alex Farquharson, Alessio Antoniolli, Victoria Pomery y Charlie Porter, en una edición en la que premió a los cuatro finalistas, Lawrence Abu Hamdan, Helen Cammock, Oscar Murillo y Tai Shani, a petición propia. En 2020 y 2021, fue comisaria invitada del festival Internacional de Fotografía y Artes Visuales PHotoESPAÑA.
El julio de 2021 fue nombrada directora del Museo de Arte Contemporáneo de Barcelona, en sustitución de Ferran Barenblit, convirtiéndose en la primera mujer en ocupar esta posición.

## Investigación
Durante toda su trayectoria ha intercalado la investigación con su trabajo curatorial (y viceversa). Está interesada en la relación entre las artes globales, los estudios postcoloniales y museísticos y el pensamiento curatorial, con especial énfasis en su impacto en el arte africano moderno y contemporáneo. Se prevé que presente su tesis doctoral durante 2021, titulada La poética del infraordinario. La estética del reconocimiento en África urbana contemporánea, para la que ha investigado sobre el papel de los colectivos de artistas africanos en la constitución de una esfera pública y la definición del espacio público en África.

## Reconocimientos
En el año 2022 Elvira Dyangani Ose fue reconocida en el mundo del arte al ser incluida en la clasificación anual que realiza revista británica ArtReview como una de  las cien personas más influyentes del universo artístico, The Power 100.